# Will Caldwell

a Compétitions nationales et continentales officielles uniquement.

b Matchs officiels uniquement.
Dernière mise à jour le 14 février 2019.
William Caldwell, né le 17 août 1982 à Young en Nouvelles-Galles du Sud, est un joueur australien de rugby à XV jouant au poste de deuxième ligne.

## Biographie
Après avoir été nommé vice-capitaine de la tournée des Waratahs en Europe de l'Est (République Tchèque et Roumanie) en 2005, Will Caldwell est intégré à l'effectif des Waratahs pour la saison 2006. Il fait ses débuts contre les rivaux des Queensland Reds cette même année et il est titulaire en 2007 où il participe à l'intégralité des rencontres jouées par la franchise de Sydney. Après le départ de Daniel Vickerman pour l'Angleterre, il devient un des cadres du pack des Tahs et est proche du record de matchs joués par un deuxième ligne pour la franchise des Nouvelles-Galles du Sud.

## Palmarès
En club
- Vainqueur du Shute Shield : 2007, 2008, 2009
- Vainqueur de la Tooheys New Cup : 2005, 2006

En franchise
- Finaliste du Super 14 en 2008